# Operação com pares
A operação com pares (do inglês trading pairs) consiste em uma técnica que busca ganhos na distorção de preços entre dois ativos objetos. 
O spread (abertura entre) desses ativos é então analisado tanto em termos relativos (Ativo1 / Ativo2) quanto em termos absolutos (Ativo1 - Ativo2) para se buscar possíveis pontos onde esse spread tende a aumentar ou diminuir em relação a uma média histórica. Desse alargamento do spread advém os ganhos de uma operação com pares.
Essas operações podem ser realizadas com ativos em um mesmo mercado, por exemplo, bolsa de futuros; ou em mercados diferentes, por exemplo, bolsa de futuros e mercado à vista.
As operações com pares podem ser também chamadas de operações neutras, quando a estratégia do operador é manter o coeficiente beta / delta da operação próximo de zero.